# Six Gun Savior
Pour les articles homonymes, voir Six Guns.
Pour plus de détails, voir Fiche technique et Distribution.
Six Gun Savior (en français : Le Sauveur au six-coups) est un western surnaturel américain réalisé par Kirk Murray, sorti en 2016. Le film a pour vedettes Eric Roberts, Lucianna Carro, Martin Kove, Tim Russ, Matthew Ziff, Manu Intiraymi, Kaleo Griffith, Blaine Gray, Adam LeClair, Maya Trembley, Jason Matthew Smith, Paul Borghese et Lorraine Ziff.

## Synopsis
Lorsque Lane McCrae (Kaleo Griffith) retrouve sur le hors-la-loi (Blaine Gray) qui a massacré sa famille, il l'affronte, mais il est mortellement blessé. Il reçoit alors la visite du diable (Eric Roberts), qui lui propose un marché en échange de sa vie et celle de son frère Cody (Adam LeClair). Lane il devra servir Satan comme chasseur de primes, et remplacer dans ce rôle son prédécesseur. Pendant ce temps, Zathera (Lorraine Ziff), l’incarnation de la mort, parcourt le monde. C’est à Lane, à Hawk (Matthew Ziff), avec qui il fait équipe, et à leur gang que revient la tâche de la traquer afin qu’elle n'extermine pas l'humanité. Cependant, ils ne sont pas les seuls à poursuivre Zathera. En chemin, ils rencontreront plusieurs autres qui souhaitent également trouver Zathera et la supprimer.

## Distribution
- Eric Roberts : le diable
- Luciana Carro : Josie Parks[2]
- Martin Kove : le Mentor[3]
- Matthew Ziff : Kyle « Hawk » Hawkins
- Kaleo Griffith : Lane McRae[4]
- Lorraine Ziff : Zathera[5]
- Tim Russ : Ezekiel Roake
- Jason Matthew Smith : Burt Becks
- Paul Borghese : Angel Mendez
- Manu Intiraymi : Joueur #1[6]
- Adam LeClair : Cody McRae
- Michelle Rose : Elizabeth Russell
- Blaine Gray : Grant Dillon
- Maya Tremblay : Muna
- Tom « snake dancer » Troutman : le patron de la ville et du village